# Лина Костенко
Лина Василиевна Костенко (на украински: Лі́на Васи́лівна Косте́нко; род. 19 март 1930 г.) е украинска писателка, поетеса.

## Биография
Родена е на 19 март 1930 г. в Ржищев (днес в Киевска област, Украйна) в семейството на учители. През 1936 г. семейството се прехвърля в Киев, където Лина завършва средно училище № 123. Учи в Киевския педагогически институт и Литературния институт „Максим Горки“, който завършва през 1956 г.
Лина Костенко е една от първите и в плеядата млади украински поети, които се появяват в края на 1950-те и началото на 1960-те години.
Нейната стихосбирки „Лъчите на земята“ (1957) и „Платна“ (1958) предизвикват интереса на читатели и критици, а книгата „Пътешествия на сърцето“, публикувана през 1961 г., не само затвърждава успеха, но и поставя името ѝ сред изявените майстори на украинската поезия.
Ограничаването на свободата на творческата мисъл във времето на стагнация довеждат до това, че дълго време стиховете на Лина Костенко почти не се печатат. Но именно през тези години поетесата усилено работи над романа си в стихове „Маруся Чурай“.
Книгите на Лина „Над бреговете на вечната река“ (1977), „Маруся Чурай“ (1979) и „Неповторимост“ (1980) са неизменна част от съвременната украинска поезия.
Поетесата пише и стихосбирката „Сад нетающих скульптур“ (1987) и сборника със стихотворения за деца „Бузиновый царь“ (1987). Съвместно с А. Доброволски пише киносценария на „Проверете си часовника“ (1963).
През 2010 г. излиза първото ѝ голямо прозаично произведение – романът „Записки на украинския луд“, чиято тема издателят Иван Малкович определя като украински поглед върху световната лудост.

## Награди
- Почетен професор на Национален университет „Киево-Могилянска академия“
- Почетен доктор на Черновицкия национален университет (2002)
- Държавна премия на УССР „Тарас Шевченко“ (1987) – за романа „Маруся Чурай“ и сборника „Неповторимост“
- Награда Петрарка (Италия, 1994)
- Международна награда „Олена Телиги“ (2000)
- медал на Президента на Украйна (1992)
- Орден „Княз Ярослав Мъдри“ – V степен (2000)
- Публично се отказва от званието „Герой на Украйна“: „Политически бижута не нося“.[2]

Лина Костенко живее в Киев. В обществото се появява изключително рядко, води затворен начин на живот. Произведенията ѝ са преведени на английски, беларуски, латвийски, естонски, италиански, литовски, немски, руски, словашки и френски език.